# دانيال هيريرا (مدرب اتحاد الرغبي)
دانيال هيريرا (بالإسبانية: Daniel Herrera)‏ هو مدرب اتحاد الرغبي ‏ أوروغواياني، ولد في 1963.